# Лаура Вереш
Лаура Вереш (угор. Laura Veres, 21 серпня 2005) — угорська плавчиня.
Учасниця Олімпійських Ігор 2020 року.
Призерка Чемпіонату Європи з водних видів спорту 2020 року.